# Serra de la Batalla (Maestrat)
|  | No confondre amb la Serra de la Batalla situada al municipi de Tivissa (Ribera d'Ebre). |

La serra de la Batalla és una aliniació muntanyosa entre les comarques de l'Alt Maestrat (País Valencià) i Gúdar-Javalàmbre (Aragó). Forma part del Sistema Ibèric, en la unitat morfoestructural de la Serra de Gúdar. Se situa entre les poblacions de Vistabella del Maestrat, Vilafermosa i Puertomingalvo.
El cim més elevat és l'Alt de l'Atzevar (1.650 msnm) seguit del Tossal de la Batalla (1.507 msnm).